# Dicrodon holmbergi
Dicrodon holmbergi är en ödleart som beskrevs av  Schmidt 1957. Dicrodon holmbergi ingår i släktet Dicrodon och familjen tejuödlor. Inga underarter finns listade i Catalogue of Life.